# The Drifters
Die Drifters waren eine 1953 gegründete US-amerikanische Vokalgruppe des Rhythm & Blues, die bis zu ihrer Auflösung im Jahr 1978 starken personellen Fluktuationen ausgesetzt war und insgesamt fünf Millionenseller wie Save the Last Dance for Me auf den Markt brachte. Trotz ihrer personellen Inkonsistenz gehörten sie zu den stilprägenden und -verändernden Gruppen dieses Musikstils. Ab 1976 formierten sich weitere Gruppen unter dem Namen Drifters, die noch heute auftreten. Unter dem einheitlichen Gruppennamen Drifters verbargen sich mindestens vier Formationen, deren Single-Platten teilweise durch die Plattenfirma Atlantic Records als A- und B-Seite vermischt wurden.

## Gründungsphase
Leadtenor Clyde McPhatter sang seit 1950 bei der Rhythm-&-Blues-Vokalgruppe Billy Ward & His Dominoes. Mit diesen trat McPhatter als Leadsänger bis April 1953 auf. Als Ahmet Ertegün von Atlantic Records am 6. Mai 1953 eine Show mit den Dominoes im berühmten Birdland aufsuchte, musste er feststellen, dass die Dominoes ihren Leadsänger McPhatter gefeuert hatten. Ertegün machte McPhatter ausfindig, ließ ihn eine neue Vokalgruppe zusammenstellen und schloss am 7. Mai 1953 mit ihm einen Plattenvertrag. Die erste Aufnahmesession von Clyde McPhatter & The Drifters war bereits für den 28. Juni 1953 anberaumt. Hastig suchte er nach passenden Mitgliedern aus Gospelgruppen, die er in William „Chick“ Anderson, David Baughn und David Baldwin (Tenor) als erste Formation der neuen Vokalgruppe fand. Nach intensiven Proben mit Jesse Stone betraten die Drifters erstmals zum Termin das Tonstudio, in dem sie u. a. von Sam „The Man“ Taylor und Ben Webster (Tenorsaxophon), Jesse Stone (Piano) und Mickey Baker (Gitarre) instrumental begleitet wurden. Die vier entstandenen Aufnahmen verdeutlichten dem Produzenten Ertegün, dass eine neue Gruppe zusammengestellt werden musste; denn für eine erfolgreiche Veröffentlichung reichte die Qualität nicht aus. Zum zweiten Aufnahmedatum 9. August 1953 erschien neben dem Leadtenor McPhatter mit Bill Pinkney (Bassbariton oder Tenor), Andrew „Bubba“ Thrasher (Zweiter Tenor), Bruder Gerhart „Gay“ Thrasher (Bariton) und Willie Ferbie (Bass) eine völlig neu zusammengesetzte Gruppe. Es handelte sich um eine der ersten Aufnahmesessions, bei denen Ertegün und Jerry Wexler als Produzenten auftraten. Fünf Titel waren das Ergebnis, von denen Money Honey im September 1953 veröffentlicht wurde, für elf Wochen die R&B-Hitparade anführte und zwei Millionen Exemplare verkaufte. Selbst die B-Seite Lucille – aus der ersten Session vom 28. Juni 1953 mit völlig anderen Gruppenmitgliedern – erreichte noch Rang 7 der R&B-Hitparade. Die personelle Ausgangsbasis für eine erfolgreiche Plattenkarriere schien gefunden.

## Die 1950er Jahre
Die dritte Session fand am 12. November 1953 statt, aus der mit erneut vier Titeln das wilde Such A Night als potenzieller Hit herausragte. Wiederum vier Aufnahmen wurden aus der vierten Session vom 4. Februar 1954 konserviert, darunter das calypso-ähnliche Honey Love, eine außergewöhnliche Version von White Christmas und der Boogie-Woogie Watcha Gonna Do. McPhatter lieferte leidenschaftlich-intensive und glaubwürdige Aufnahmen ab. Seine gefühlvolle Intonierung in Kombination mit melodischem Verständnis waren einzigartig. Die fünfte und die sechste Session vom 14. März 1954 bzw. 24. Oktober 1954 brachten kein hitfähiges Material hervor.
Inzwischen war McPhatter im Mai 1954 zur Armee eingezogen worden, konnte jedoch weiterhin an Aufnahmesessions teilnehmen, da er in den USA (Buffalo/New York) stationiert war. Seinen 50%igen Anteil am Namen der Gruppe hatte er zeitgleich an den Manager George Treadwell verkauft, sodass dieser den Gruppennamen über die Firma The Drifters Inc. nunmehr vollständig kontrollierte. Nach seiner Entlassung startete McPhatter im Juli 1955 eine Solokarriere, die zunächst bei Atlantic Records am 25. August 1955 mit Seven Days begann. Es folgte ein Duett mit Ruth Brown am 29. August 1955 und dem Song Love Has Joined Us Together. Am 19. April 1956 wurde er wieder aus der Armee entlassen.

Drifters - Money Honey
Drifters - Ruby Baby
Drifters - There Goes My Baby
Drifters - Save the Last Dance For Me

Die vakante Stelle eines Leadtenors bei den Drifters wurde im April 1955 mit Bobby Hendricks als bereits sechstem Leadtenor besetzt, auch Tenor Johnny Moore war neu hinzugekommen. In dieser Konstellation entstanden am 19. September 1955 in Los Angeles fünf Titel, von denen Adorable (geschrieben vom Platters-Manager Buck Ram) und den 16-taktigen Blues Ruby Baby (geschrieben von Leiber/Stoller) zu erwähnen sind. Zu jener Zeit schloss Atlantic Records mit Leiber/Stoller einen Produktionsvertrag, der ihnen auch musikalischen Zugang zu den Drifters verschaffte. Sie schrieben für die Drifters insbesondere Fools Fall in Love und Drip Drop, insgesamt verfassten sie acht Titel für die Drifters. Charly Hughes ersetzte Andrew Trasher, Tommy Evans kam für Bill Pinkney. Die hohe personelle Fluktuation war sicherlich Hauptgrund für die geringen Erfolge der Gruppe zwischen Dezember 1955 und August 1958, denn im Sommer 1957 wurden Moore und Hughes zur Armee einberufen. was neues Personal und veränderte musikalische Orientierung erforderte. Bis Mai 1958 konnten die Drifters 13 Charthits vorweisen.
In der Session vom 28. April 1958 unter erstmaliger Produktionsleitung von Leiber/Stoller hatten die Drifters (in der Formation Bobby Hendricks, Gerhart Thrasher, Jimmy Millender und Tommy Evans) unter anderem Drip Drop aufgenommen; Hendricks hatte jedoch eine Woche später die Gruppe verlassen. Die Drifters standen somit ohne Leadsänger da, als ihr Auftritt im Apollo-Theater ab 30. Mai 1958 anstand. Hendricks entschloss sich auf Bitte des Managers George Treadwell, diesen Auftritt noch als Leadsänger durchzuführen. Seit über einem Jahr war die Gruppe nunmehr ohne Hit. Manager Treadwell hörte sich die als Erste auftretenden The Crowns an und war von ihrer Performance derart überzeugt, dass er sie hinter der Bühne fragte, ob sie die Rolle der neuen Drifters übernehmen könnten. Aufgrund ihrer Zusage feuerte er die bisherigen Drifters direkt nach ihrem Auftritt komplett.
Es dauerte jedoch noch bis zum 6. März 1959 für eine erste Aufnahmesession der neuen Drifters in der Besetzung Ben E. King (Lead-Tenor) Charlie Thomas (Tenor), Doc Green (Bariton) und Elsbeary Hobbs (Bass). Mit dem nicht von Leiber/Stoller komponierten, hypnotischen There Goes My Baby brachten die Produzenten die Drifters zurück zum Erfolg, denn Wexler versprach sich bessere Crossover-Erfolge auf dem Popmarkt. Dabei waren die Voraussetzungen hierfür nicht gut. Der Rhythm-&-Blues-Sound des Songs wurde am 6. März 1959 in den Coastal-Studios mit vier Geigen und einem Cello, von Stan Applebaum arrangiert, unterlegt. „Bei den Drifters kannst Du keine Geigen einsetzen“, war die unausgesprochene Devise in der Musikbranche. Chef-Produzent Jerry Wexler war entsetzt: „Das hört sich an wie zwei sich überlagernde Radiosender“ und wollte den Song zunächst nicht veröffentlichen. Nach großen Widerständen kam es dennoch zur Veröffentlichung im Mai 1959 – die Single avancierte zum nächsten Millionenseller. Leiber/Stoller unterlegten die meisten der kommenden Drifters-Songs ebenfalls mit Geigen und zudem mit lateinamerikanischen Rhythmen wie Rumba, Samba oder Tango, bislang im Rhythm & Blues undenkbar und experimentell. In den Bell Sound Studios entstand unter anderem am 23. Dezember 1959 This Magic Moment mit einem Rumba-Rhythmus.

## Die 1960er Jahre
Atlantic Records positionierte Leadsänger Ben E. King erfolgreich als Solist, seine bei den Drifters freiwerdende Stelle wurde im September 1960 durch Rudy Lewis ersetzt. Mit dem am 19. Mai 1960 entstandenen und im Juni 1960 erschienenen Millionenseller Save the Last Dance For Me (arrangiert von Stan Applebaum) gelang den Drifters ihre einzige Nummer eins in der Pop-Hitparade und der internationale Durchbruch, der Zenit ihrer Karriere war erreicht.

Drifters – Up on the Roof

In der Session vom 1. Februar 1961 mit dem neuen Leadtenor Rudy Lewis waren die Autoren Doc Pomus/Mort Shuman mit Room Full of Tears und Sweets for My Sweet vertreten, Please Stay war komponiert von Burt Bacharach/Bob Hilliard und Some Kind of Wonderful stammte aus der Feder von Gerry Goffin/Carole King. Die Session vom 13. Juli 1961 präsentierte die Gospelaires als Hintergrundchoir mit Cissy Houston, Doris Troy, Dee Dee Warwick und deren Schwester Dionne Warwick. Alle von ihnen, insbesondere Dionne Warwick, sollten später eine eindrucksvolle Solokarriere beginnen. Es wird kolportiert, dass Bacharach in dieser Session Dionne Warwick entdeckte. Aus der Aufnahmesession vom 28. Juni 1962 ging unter anderem Up on the Roof, einer Komposition von Goffin/King, hervor. Das Lied schildert die städtische Ruhelosigkeit, wonach nur auf dem Dach die Alltagssorgen verfliegen. Eine von Tony Hatch produzierte Version dieses Lieds wurde im Januar 1963 ein UK-Top-40-Hit für Julie Grant, deren Version auch in Dänemark und Schweden in die Charts kam. Barry Mann/Cynthia Weil zeichneten verantwortlich für das am 22. Januar 1963 entstandene On Broadway, der neunten Aufnahmesession für Leiber/Stoller als Produzenten für die Drifters, dessen Text von Jugendlichen handelt, die auf dem Broadway vom Starruhm träumen. Hier spielt Phil Spector ein Gitarren-Obligato. Mit der 13. Session am 22. August 1963 beendeten Leiber/Stoller ihren Produzentenjob. Als Produzent folgte Bert Berns ab 12. Dezember 1963.
Als unerwartet der Leadtenor Rudy Lewis an seiner Drogensucht verstarb, musste eine Aufnahmesession um einen Tag auf den 21. Mai 1964 verschoben werden, damit Johnny Moore als Ersatz einspringen konnte. Noch beeindruckt vom Tod ihres Leadsängers, präsentierten die Drifters Under the Boardwalk. Ab 22. Oktober 1964 produzierte kurzzeitig Tom Dowd, auch die Session vom 10. November 1964, in der erstmals ein Drifters-Album entstand. Die bisherigen LPs waren lediglich Kompilationen der Single-Hits. Berns produzierte bis zum 26. Juli 1966. In dieser Phase war Johnny Moore beteiligt, der als Leadsänger zehn Wechsel von Gruppenmitgliedern verkraften musste.
Ihr langjähriger Manager George Treadwell, der meist für die Personalwechsel verantwortlich zeichnete, starb am 14. Mai 1967. Seine Frau Faye übernahm den Job, doch bis zum Ende des Plattenvertrages mit Atlantic Records 1972 kamen keine Hits mehr. Ain't It the Truth (5. Mai 1967; letzte Notiz der R&-B-Charts mit Rang 36), Still Burning in My Heart (Januar 1968), Steal Away (10. März 1969), You Got to Pay Your Dues (24. April 1970) oder A Rose By Any Other Name (5. Januar 1971) blieben allesamt erfolglos. Zwischen 1959 und 1966 brachten es die Drifters auf 21 Top-10-Hits in der Pop- und R&B-Hitparade, davon drei Millionensellers, ermöglicht durch eine Reihe ambitionierter Autoren aus dem Brill Building wie Goffin/King, Mann/Weil, Pomus/Shuman oder auch Burt Bacharach/Hal David. Das Repertoire der Drifters repräsentierte das Who Is Who der Pop-Komponisten. Als die Gruppe sich erneut trennte, scharte Pinkney eine Gruppe um sich, die zuvor als The Tears aufgetreten war. Benny Anderson, George Wallace, Albert Fortson und Mark Williams wurden mit Pinkney zu den Original Drifters.

## Die 1970er Jahre

Drifters - Everynight
Drifters - Like Sister and Brother
Drifters - Kissin' in the Back Row of the Movies

Faye Treadwell siedelte mit den Drifters nach England über, wo sie im Oktober 1972 bei Bell Records – der britischen Tochtergesellschaft von Atlantic Records – einen neuen Plattenvertrag erhielten. Sie heuerte die erfolgreichsten britischen Produzenten wie Roger Greenaway und Pop-Songautoren wie Geoff Stephens, Tony Macauley oder Barry Mason an, um die in Vergessenheit geratene Gruppe wieder zu reaktivieren. Sechs – allerdings britische – Top-10-Hits waren das Ergebnis. Erste Platte der zehn Singles bei Bell war Everynight (Oktober 1972; Bell #1269), dann Like Sister and Brother (#1313; Juni 1973), Kissing in the Back Row of the Movies (#1358; Mai 1974) war die beste Platzierung mit Rang zwei in Großbritannien, There Goes My First Love (#1433; Juli 1975), Can I Take You Home Little Girl (#1462; November 1975), letzte Platte war Every Nite’s A Saturday Night With You (#1491; August 1976). Ab November 1976 standen sie bei Arista Records unter Vertrag, wo sie bis Juli 1978 blieben. Nachfolgende Singles bei anderen Labels waren Remakes bereits veröffentlichter Singles.

## Rechtsstreit über den Gruppennamen
Bei den Drifters handelte es sich eigentlich um mindestens vier verschiedene Gruppen, denen zwischen 1953 und 1971 insgesamt 12 verschiedene Leadsänger aus 11 anderen Vokalgruppen vorstanden. Externe Faktoren wie Armee, Drogenkonsum oder familiäre Probleme waren häufig die Ursache für die Personalwechsel. Der von Manager George Treadwell gesicherte Name blieb ebenso erhalten wie für 20 Jahre die Plattenfirma, der Kern der Sessionmusiker und der Produzentenstab. Die Fluktuationen machten auch dem Label zu schaffen, denn es war nicht leicht, der Öffentlichkeit einen unveränderten Gruppennamen zu präsentieren, obwohl keines der Gründungsmitglieder mehr mitsang.
Diese Situation wurde noch verschärft, als ab 1976 mindestens zwei Gruppen unter dem Namen Drifters parallel auftraten. Der Musikmarkt war verwirrt über die verschiedenen Gruppen, die mittlerweile als Drifters oder Original Drifters auf Tournee gingen oder Platten herausbrachten. In jeder der Gruppen befand sich mindestens ein Mitglied der ursprünglichen Drifters. Da Faye Treadwell die Rechte am Namen von ihrem verstorbenen Gatten geerbt hatte und sich mit ihren Drifters in England aufhielt, wurde sie von anderen amerikanischen Gruppen mit dem gleichen Namen auf Unterlassung verklagt. Das angerufene Bundesgericht in Newark/New Jersey befand, dass George Treadwells Markenzeichen-Rechte am Gruppennamen unverändert seit April 1954 bestünden, als er alleiniges Eigentum und Kontrolle über den Namen erlangte. Der Name gehöre rechtmäßig der The Drifters Inc., einer Gesellschaft mittlerweile im Eigentum von Faye Treadwell. Ununterbrochene Tantiemen von Platten mit dem Namen Drifters begründeten dem Urteil zufolge ein dauerhaftes kommerzielles Nutzungsrecht am Namen. Die im Dezember 1976 von anderen Interessenten registrierten Drifters waren demnach in betrügerischer Absicht angemeldet worden.
Dieses von einem Berufungsgericht am 9. Februar 2001 bestätigte Urteil war wegweisend auch im internationalen Recht im Hinblick auf die Verwendung von Künstlernamen bei großer Verwechslungsgefahr. Die Prozesse brachten ans Licht, wie weit die Kontrolle von Treadwell über die Drifters ging. Die Mitglieder der Gruppe waren Angestellte der The Drifters Inc., von der sie einen Wochenlohn bezogen, die Firma entschied über die Personalwechsel, wählte die Musik und Arrangements aus und wachte über Plattenvertrag und Auftritte. Die Drifters wurden juristisch treffend als ein „geschütztes Markenzeichen mit konstant wechselnden Mitgliedern“ definiert. Es folgte eine Reihe von Gegenprozessen, die am 7. September 2007 zu gleichlautenden Urteilen gelangten.

## Statistik und Ehrungen
Betrachtet man die heterogene Zusammensetzung der Gruppen während der Zeit bei Atlantic Records formal-musikalisch als Einheit, so haben die Drifters innerhalb von 20 Jahren insgesamt 124 Titel aufgenommen. Davon haben sie 36 Titel in die Rhythm-&-Blues-Charts gebracht, wovon 23 auch den Crossover in die Pophitparade schafften. Während sie in den R&B-Charts fünfmal den ersten Rang belegten, gelang ihnen dies in der Pophitparade lediglich einmal. Innerhalb des 35-jährigen Bestehens gehörten nicht weniger als 57 Sänger der Gruppe an. Darunter befanden sich bis 1970 insgesamt 12 Leadsänger. Am häufigsten von diesen sang mit 53 Titeln Johnny Moore in dieser Funktion als Leadsänger (42,7 % aller Titel). Clyde McPhatter brachte es auf 19 Titel (oder 15,3 % aller Aufnahmen), Rudy Lewis auf 18 (14,5 %), der viel bekanntere Leadsänger Ben E. King sang lediglich auf 11 Titeln (8,9 %) als Leadtenor.
In den USA tourten zeitweise drei Versionen der Drifters durch das Land: Eine Formation, die die Namensrechte hält und in der Nachfolge des am 30. Dezember 1998 verstorbenen Leadsängers Johnny Moore steht, in der aber keine Mitglieder aus den 1950er oder 1960er Jahren sind; eine zweite Formation um Bass-Sänger Bill Pinkney (Mitglied der ersten Formation von 1953 bis 1956), die bereits 1958 von ihm gegründet wurde und sich „Bill Pinkney's Original Drifters“ nennt; eine dritte Gruppe von Charlie Thomas (Mitglied der zweiten Formation von 1958 bis 1967), die als „Charlie Thomas' Drifters“ auftritt.
Im Jahre 1988 erfolgte die Aufnahme in die Rock and Roll Hall of Fame. Am 4. Juli 2007 verstarb mit dem 81-jährigen Bill Pinkney, der insbesondere für seine markante Bass-Stimme auf der Drifters-Hitsingle White Christmas bekannt war, das letzte Mitglied der ersten Besetzung aus den 1950er Jahren. Ben E. King verstarb am 30. April 2015. Somit lebt zurzeit mit Charlie Thomas nur noch ein Original-Mitglied der zweiten Besetzung aus den 60er Jahren.
Der Rolling Stone listete die Drifters auf Rang 81 der 100 größten Musiker aller Zeiten.

## Cliff Richard & the Drifters
Cliff Richards langjährige Begleitband, The Shadows, hieß auf den ersten Veröffentlichungen zwischen August 1958 und Juli 1959 The Drifters. Auf Druck von George Treadwell benannten sie sich in Shadows um.

## Diskografie
Studioalben

| Jahr | Titel Musiklabel Katalog-Nr.                     | Höchstplatzierung, Gesamtwochen, AuszeichnungChartplatzierungen (Jahr, Titel, Musiklabel Katalog-Nr., Platzierungen, Wochen, Auszeichnungen, Anmerkungen) | Höchstplatzierung, Gesamtwochen, AuszeichnungChartplatzierungen (Jahr, Titel, Musiklabel Katalog-Nr., Platzierungen, Wochen, Auszeichnungen, Anmerkungen) | Höchstplatzierung, Gesamtwochen, AuszeichnungChartplatzierungen (Jahr, Titel, Musiklabel Katalog-Nr., Platzierungen, Wochen, Auszeichnungen, Anmerkungen) | Anmerkungen                                                  |
| Jahr | Titel Musiklabel Katalog-Nr.                     | DE | UK | US | Anmerkungen                                                  |
| ---- | ------------------------------------------------ | --- | --- | --- | ------------------------------------------------------------ |
| 1964 | Under the Boardwalk Atlantic LP-8099             | — | — | US40 (22 Wo.)US |                                                              |
| 1965 | The Good Life with the Drifters Atlantic LP-8103 | — | — | US103 (6 Wo.)US |                                                              |
| 1975 | Love Games Bell BELLS-246                        | — | UK51 Silber · (1 Wo.)UK | — | Produktion für den britischen und europäischen Verkaufsmarkt |

Weitere Studioalben
| - 1958: Rockin’ & Driftin’ - 1961: Save the Last Dance for Me - 1964: The Drifters - 1964: Our Biggest Hits - 1964: Saturday Night at the Movies - 1965: I’ll Take You Where the Music’s Playing - 1967: Souvenirs - 1972: Saturday Night at the Club | - 1973: Now - 1974: Sailing with Soul (The Drifters with Host Lou Rawls) - 1975: There Goes My First Love - 1976: Every Nite’s a Saturday Night - 1976: Save the Last Dance for Me - 1982: Too Hot - 1987: Save the Last Dance for Me - 2002: Ronnie McDowell with Bill Pinkney’s Original Drifters (Ronnie McDowell with Bill Pinkney’s Original Drifters) |